# Bajorzyska
Bajorzyska – polana na północnym stoku Mogielicy, opadającym do Przełęczy Rydza-Śmigłego. Prowadzi przez nią zielony szlak turystyczny.
Polana ma skomplikowaną geomorfologię. Znajduje się częściowo na stoku, częściowo na dwóch podmokłych równiach. Nieco poniżej polany wypływa potok Chyszówka. W 2017 r. polana jest nieużytkowana, skoszono tylko jej część pozostawiając niezebraną trawę.
Bajorzyska znajdują się w obrębie wsi Chyszówki w województwie małopolskim, w powiecie limanowskim, w gminie Dobra.

## Szlak turystyczny
Dobra – Myconiówka – Łopień – Przełęcz Rydza-Śmigłego – Mocurka – Bajorzyska – Wyśnikówka – Mogielica